# Campethera nivosa
Campethera nivosa е вид птица от семейство Picidae.

## Разпространение
Видът е разпространен в Ангола, Габон, Гамбия, Гана, Гвинея, Гвинея-Бисау, Екваториална Гвинея, Камерун, Република Конго, Демократична република Конго, Кот д'Ивоар, Кения, Либерия, Мали, Мавритания, Нигерия, Руанда, Сенегал, Сиера Леоне, Судан, Танзания, Того, Уганда, Централноафриканската република и Южен Судан.